# Nadleśnictwo Kościan
Nadleśnictwo Kościan – jednostka organizacyjna Lasów Państwowych podległa Regionalnej Dyrekcji Lasów Państwowych w Poznaniu, której siedziba znajduje się w Kurzej Górze koło Kościana.
Powierzchnia nadleśnictwa wynosi 16 027,95 ha ha. Terytorialny zasięg działania Nadleśnictwa wynosi 107 501 ha.
Lesistość Nadleśnictwa wynosi około 16,9%.